# Истихара-намаз
Истихара-намаз (на арабски: صلاة الاستخارة), е мюсюлмански доброволен (сюннет, Sunnah) намаз, изпълняван при търсене на помощ и съдействие от Аллах при вземане на решение, когато изборите са различни.

## Разбиране на Истихара-намаз
Истихара-намаз идва от това, че Джабир ибн Абдуллах, ученик на Пратеника, е казал в хадис:

Пратеникът учеше Есхаб-ъ-Кирам да потърсят съвет (истихара) от Аллах в всички въпроси, точно както ги учеше сури от Коран-и-Керим. Той каза:

'Ако някой от вас е загрижен за решение, един от вас трябва да отслужи доброволен (сюннет) намаз от два рекята, различен от задължителния. (Предаден от Муслим)"

## Дуа
Пратеникът учеше следващата дуа:

اللَّهُمَّ إِنِّي أَسْتَخِيرُكَ بِعِلْمِكَ ، وَأَسْتَقْدِرُكَ بِقُدْرَتِكَ ، وَأَسْأَلُكَ مِنْ فَضْلِكَ العَظِيمِ ، فَإِنَّكَ تَقْدِرُ وَلاَ أَقْدِرُ ، وَتَعْلَمُ وَلاَ أَعْلَمُ ، وَأَنْتَ عَلاَّمُ الغُيُوبِ ، اللَّهُمَّ إِنْ كُنْتَ تَعْلَمُ أَنَّ هَذَا الأَمْرَ خَيْرٌ لِي فِي دِينِي وَمَعِيشَتِي وَعَاقِبَةِ أَمْرِي ، (أَوْ قَالَ:) فِي عَاجِلِ أَمْرِي وَآجِلِهِ ، فَيَسِّرْهُ لِي ، ثُمَّ بَارِكْ لِي فِيهِ ، وَإِنْ كُنْتَ تَعْلَمُ أَنَّ هَذَا الأَمْرَ شَرٌّ لِي فِي دِينِي وَمَعِيشَتِي وَعَاقِبَةِ أَمْرِي ، (أَوْ قَالَ:) فِي عَاجِلِ أَمْرِي وَآجِلِهِ ، فَاصْرِفْهُ عَنِّي ، وَاصْرِفْنِي عَنْهُ ، وَاقْدُرْ لِي الخَيْرَ حَيْثُ كَانَ ، ثُمَّ أَرْضِنِي بِهِ

Превод: О, Аллах! Търся Твоето ръководство от Твоето знание, търся Твоята помощ от Твоята сила, и търся Твоето голямо благоволение, тъй като Ти имаш сила, докато аз нямам сила, а Ти знаеш, докато аз не знам, а Ти си Всезнаещ на Невидимото. О Аллах! Ако знаеш, че този въпрос е добър за мен в моята религия, живот и последствие от моя въпрос (или да каже:), или в близко време или в бъдеще, улесни ме и ме благослови с него, а ако Ти знаеш, че този въпрос е зъл за мен в моята религия, живот и последствие от моя въпрос (или да каже:), или в близко време или в бъдеще, отдалечи го от мен и ме отдалечи от него, установи доброта за мен, където и да е това добро, и ме направи доволен от него.